# 苻黄眉
苻 黄眉（ふ こうび、? - 357年）は、五胡十六国時代の前秦の皇族。初代皇帝の苻健の甥（長兄の子）にあたる。弟に苻菁・苻重・苻洛らがいる。

## 生涯
才幹はずば抜けていたという。また、勇猛にして威武を有し、優れた謀略があった。
351年1月、叔父の苻健が前秦を興すと、輔国将軍に任じられ、洛陽を鎮守した。
353年7月、前秦の司空張遇が反乱を起こすと、苻黄眉は洛陽から西に逃走した。後に衛大将軍に任じられ、淮南王に封じられた。
355年6月、苻健が没すると子の苻生が即位した。苻黄眉はかねてより苻生と親しかったので、寵遇を受けた。8月、広平王に封じられた。
356年4月、左光禄大夫強平は苻生の粗暴な振る舞いを厳しく諌めた事により、獄に繋がれた。苻黄眉は建節将軍鄧羌・前将軍苻飛と共に、叩頭して処刑を思い止まるよう強く諫めた。強平は苻生の母の強皇太后の弟であったが、苻生はこれに一切耳を貸さず、結局強平は処刑された。苻黄眉は馮翊太守に任じられて左遷されたが、苻生はその武勇を惜しんで殺害しなかったという。
357年4月、関中攻略を目論んでいた姚襄が軍を進めて杏城に駐屯し、従兄の姚蘭を遣わして敷城を攻撃し、さらにその兄である姚益・将軍王欽盧を遣わして北地にいる羌の諸部族を招集させた。諸部族は皆この呼び掛けに応じ、5万戸余りが付き従い、集まった兵は2万7千を数えた。苻黄眉は前将軍苻堅・鄧羌と共に歩兵騎兵合わせて1万5千を率いて姚襄討伐に向かった。これに対して姚襄は、堀を深く塁を高くして守りを固め、軍を進めようとはしなかった。 鄧羌は「矢傷を負った鳥は、矢に当たっていないかのように見せかけて、地上に降りるといいます。 姚襄はここ最近、桓温・張平に立て続けに敗北を喫しています。そのため、実は鋭気を大きく喪失しています。 今、塁を固めて戦おうとしないのは、我らの侵攻に困惑しているからに他なりません。 姚襄の性格は剛直なことで有名ですが、それが故に動かされやすくもあります。 ここで我らが堂々と太鼓を打ち鳴らして軍を進め、塁に逼迫すれば、姚襄は必ずや憤りを覚え、軍を出撃させてくるでしょう。 そうなれば一戦で生け捕りに出来ましょう」と苻黄眉に建策すると、これに従った。5月、鄧羌は騎兵3千を率いて塁門に迫る形で布陣すると、姚襄は怒って全軍を挙げて撃って出た。鄧羌は相手に優勢に立っていると思わせるように軍を退き、 姚襄軍を本陣から遠く引き離させた。姚襄はまんまとこの偽退却に引っ掛かり、追撃を続けて三原にまで至ったが、 ここで鄧羌は騎兵を反転させ、敵軍に突撃を開始した。これを合図に苻黄眉は苻堅と共に出撃し、姚襄を挟撃した。これにより姚襄を討ち取ると、敵軍は戦意を失い降伏した。
苻黄眉は長安に帰還したが、苻生はこれを一切賞しなかった。そればかりか、逆に幾度も衆人の目前で苻黄眉を侮辱したので、苻黄眉はこれに激怒し、苻生を殺害して自立しようと謀ったが、事前に露見してしまい、誅殺された。多数の王公・親戚が連座により殺されたという。